# РеАнимания
РеАнимания — ежегодный открытый международный армянский фестиваль анимационного кино.

## Номинации
- Лучший полнометражный фильм
- Лучший короткометражный фильм
- Лучшая дипломная работа
- Лучший образовательный фильм (с 2010 года объединён с номинацией Лучшая телевизионный/рекламный фильм)
- Лучшая телевизионный/рекламный фильм(с 2010 года объединён с номинацией Лучшая телевизионная программа)
- Лучший музыкальный фильм
- Лучший фильм по мнению детей

## История
Международный армянский анимационный кинофестиваль был открыт в Ереване в 2009 году, хотя мысль о его создании возникла за три года до официального открытия.
Главными целями фестиваля «ReAnimania» является помощь в развитии анимационного искусства, воспитание нового поколения художников-аниматоров мирового класса, а также организация форума, на котором демонстрировались бы работы армянских аниматоров и лучшие анимационные фильмы со всего мира. В рамках фестиваля проходят выставки, семинары, мастер-классы, показы и обсуждения, а в будущем планируется открытие Музея Анимации. Фильмы представленные на конкурс помимо Еревана демонстрируются также и в Дилижане. Фестиваль сотрудничает с международным анимационным кинофестивалем Анси, Штутгартским кинофестивалем, Aardman Studio, фондом «Галуст Гулпенкян», международным кинофестивалем «Золотой абрикос» и другими.
29 июня 2010 года на пресс-конференции учредитель конкурса Вреж Касуни заявил, что начиная со 2-го конкурса «ReAnimania» будут добавлены две номинации за лучший музыкальный и рекламный ролики. Также было объявлено, что при фестивале будет проводиться конкурс «Охота на таланты», целью которого является привлечение молодых сценаристов, художников и режиссёров для создания собственных анимационных фильмов.

## Проведённые/проводящиеся фестивали
- Анимационный кинофестиваль 2009 года (I) (3 — 6 октября)